# Felsit

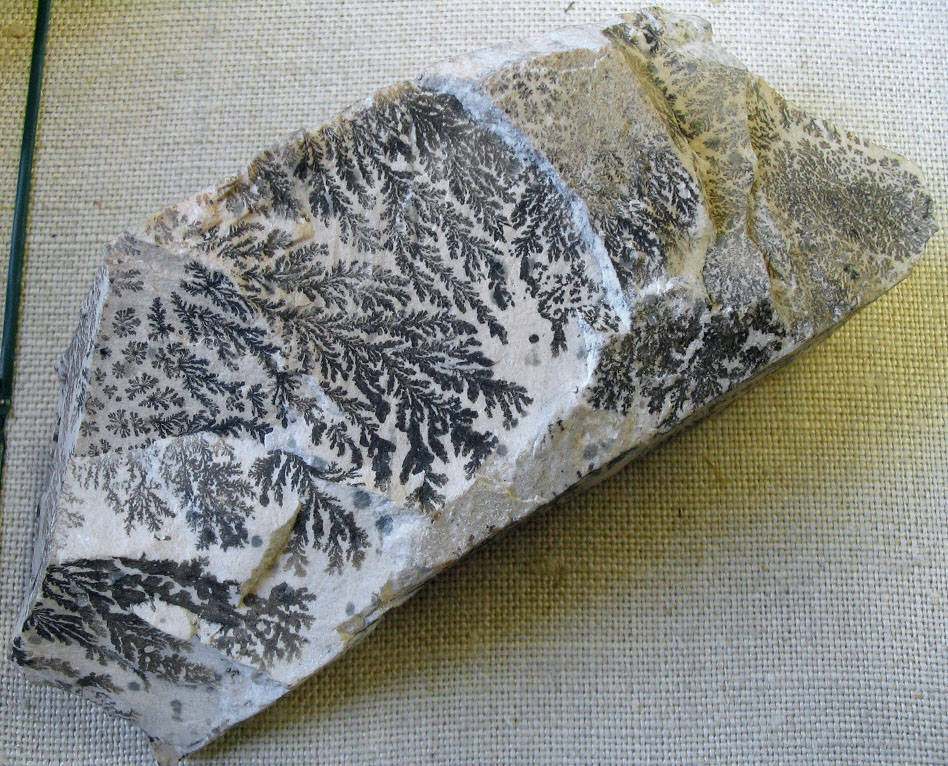
Dendrity pyroluzitu na vzorku felsitu

Felsit je mikro až kryptokrystalická křehká hornina sopečného původu, která může obsahovat krystaly. Hlavní složkou jsou křemen a živec. Barva felsitu variuje od bílé ke světle šedé, může však mít i růžový či nahnědlý odstín. Obsahuje 68 až 75% SiO2.
Rozsáhlý výskyt v Arménii vedl i k jeho tamnímu použití v kamenosochařství (chačkary).
Mezinárodní svaz geologických věd nedoporučuje používání tohoto názvu.